# Drokowo (obwód smoleński)
Drokowo (ros. Дроково) – wieś (ros. деревня, trb. dieriewnia) w zachodniej Rosji, w osiedlu wiejskim Titowszczinskoje rejonu diemidowskiego w obwodzie smoleńskim.

## Geografia
Miejscowość położona jest na północnym brzegu jeziora Akatowskoje, 1,5 km od drogi regionalnej 66N-0505 (Diemidow – Chołm), 21,5 km od centrum administracyjnego osiedla wiejskiego (Titowszczina), 21 km od centrum administracyjnego rejonu (Diemidow), 46 km od stolicy obwodu (Smoleńsk), 50 km od granicy z Białorusią.
W granicach miejscowości znajdują się ulice: Dacznaja, Dalniaja, Dorożnaja, Staraja.

## Demografia
W 2010 r. miejscowość zamieszkiwało 7 osób.

## Historia
W czasie II wojny światowej od lipca 1941 roku dieriewnia była okupowana przez hitlerowców. Wyzwolenie nastąpiło we wrześniu 1943 roku.
Na mocy uchwały z dnia 28 maja 2015 roku wszystkie miejscowości (w tym Drokowo) zlikwidowanej jednostki administracyjnej Pieriesudowskoje weszły w skład osiedla wiejskiego Titowszczinskoje.

## Osobliwości
- Mogiła partyzantów i żołnierzy Armii Czerwonej poległych w latach 1941–1943
- Osada z IV–VII wieku n.e. (północna część dieriewni)[7]
- 11 kurhanów z IX–X wieku n.e. (południowo-zachodnia część wsi)[7]
- Grupa 12 kurhanów z VIII–IX wieku w południowo-zachodniej części miejscowości[7]